# Pułki nowego typu

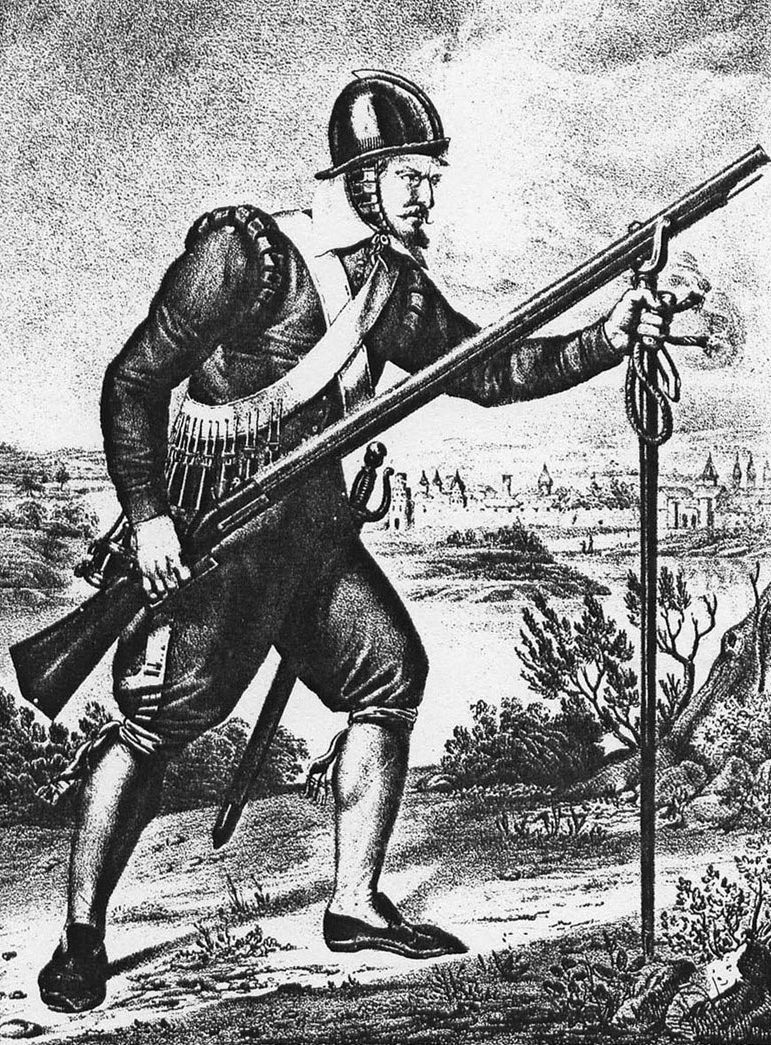
Carski muszkieter regimentu niemieckiego z początku XVII wieku

Pułki nowego typu, właśc. regimenty obcego wzoru (ros. полки нового строя, полки иноземного строя) – określenie stosowane dla nowych rodzajów wojska w Rosji tworzonych w XVII wieku i opartych na wzorach zachodnioeuropejskich.
W okresie tym w armii rosyjskiej powstały oddziały wojska poborowego, dragonia i rajtaria. W 1631 roku powstały w Moskwie 2 pułki (regimenty) wojska opartego na poborze. W czasie wojny smoleńskiej z I Rzecząpospolitą powstało dodatkowych 6 pułków piechoty opartej na poborze, 1 pułk rajtarii i 1 dragonii. Do oddziałów powoływane były dzieci bojarów bez ziemi, a także strzelcy, ochotnicy, kozacy i inni.
Początkowo oddziałami tymi dowodzili cudzoziemcy. Po wojnie smoleńskiej wszystkie te pułki zostały rozwiązane i utworzone ponownie w czasie wojny polsko-rosyjskiej 1654-1667, stanowiąc trzon sił rosyjskich. W oddziałach poborowych i w dragonii często odbywano służbę dożywotnio. Rajtaria rekrutowała się z drobnej szlachty bez ziemi i z dzieci bojarów, a za służbę otrzymywała żołd lub ziemię, przy czym przeszło połowa dowódców wywodziła się z drobnej szlachty. W czasie pokoju niektóre z pułków były rozwiązywane.
W 1681 w armii carskiej Rosji były 33 pułki poborowych (61 000 ludzi) oraz 25 pułków dragonii i rajtarii (razem 29 000 ludzi). W drugiej połowie XVII wieku oddziały te stanowiły już ponad połowę sił i stały się zalążkiem nowoczesnej armii rosyjskiej w XVIII wieku.